# 森本柘榴石
森本柘榴石（もりもとざくろいし、 Morimotoite）は、1995年に発表された日本産新鉱物で、岡山大学の鉱物学者、逸見千代子などにより、岡山県高梁市の布賀鉱山において、石灰岩を切る貫入岩によって形成されたスカルンから発見された。柘榴石の一種で、化学組成はCa3TiFe+2Si3O12。黒色のダイヤモンド光沢の結晶として産出し、モース硬度は7.5、比重は3.75。等軸晶系。大阪大学の森本信男の鉱物学における業績を称えて命名されたもの。
組成としては、灰鉄柘榴石（Ca
3Fe3+
2(SiO
4)
3）の2つの鉄三価イオンが鉄二価イオンとチタンに置換している。また、ショーロマイト（Schorlomite, Ca
3Ti
2(SiFe3+
2)O
12、「チタン柘榴石」とも）のチタンの一つが鉄二価イオンに、鉄三価イオンがケイ素に置換しており、特にショーロマイトとは性質も似通っているため判別には科学的分析が必要である。
また、発見者の逸見らは炭酸カリウム、炭酸ナトリウム、アントラセンを用いて森本石榴石の合成も成功させている。